# پل اسکاردون
پل اسکاردون (انگلیسی: Paul Scardon؛ ۶ مهٔ ۱۸۷۴ – ۱۷ ژانویهٔ ۱۹۵۴) یک هنرپیشه، کارگردان فیلم اهل استرالیا - آمریکا بود.
از فیلم‌ها یا برنامه‌های تلویزیونی که وی در آن نقش داشته است می‌توان به خانم مینی‌ور، بانویی از لوئیزیانا، حکم اشاره کرد.